# صالح الجبالي
صالح الجبالي توفي في 17 نوفمبر 2016 في المرسى، هو مهندس وسياسي تونسي.

## السيرة الذاتية
صالح الجبالي هو مهندس متخرج من المدرسة المركزية باريس في 1963. كان رئيس-مدير عام عدة شركات: الشركة التونسية لصناعة الفولاذ ثم الشركة التونسية للكهرباء والغاز ثم المجمع الكيميائي التونسي ثم شركة الإيجار العربية لتونس. 

عين في 7 نوفمبر 1987 ككاتب دولة للمناجم في حكومة الهادي البكوش، وذلك حتى 11 أبريل 1989. ثم عين كأول وزير للبيئة والتهيئة الترابية بين 11 أكتوبر 1991 و9 يونيو 1992 في حكومة حامد القروي. شغل كذلك مهمة سفير تونس في الصين.